# 리본 케이블

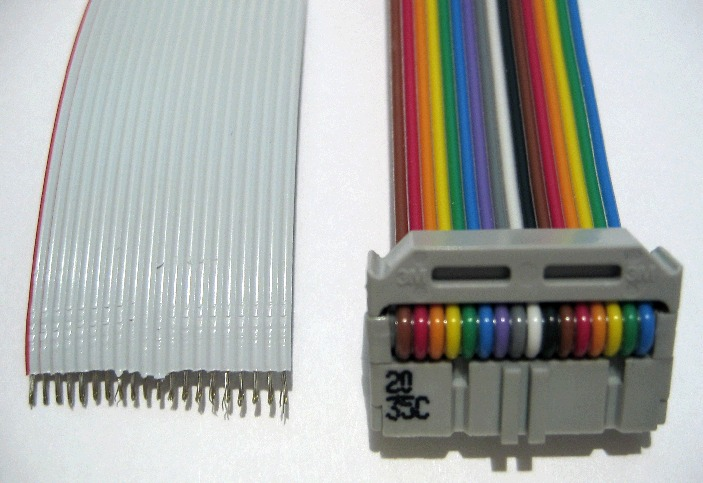
왼쪽: 1번 핀이 빨간색으로 표시된 20개 회색 리본 케이블, 절연체 일부가 벗겨짐. 오른쪽: IDC 커넥터가 있는 16개 무지개 리본.

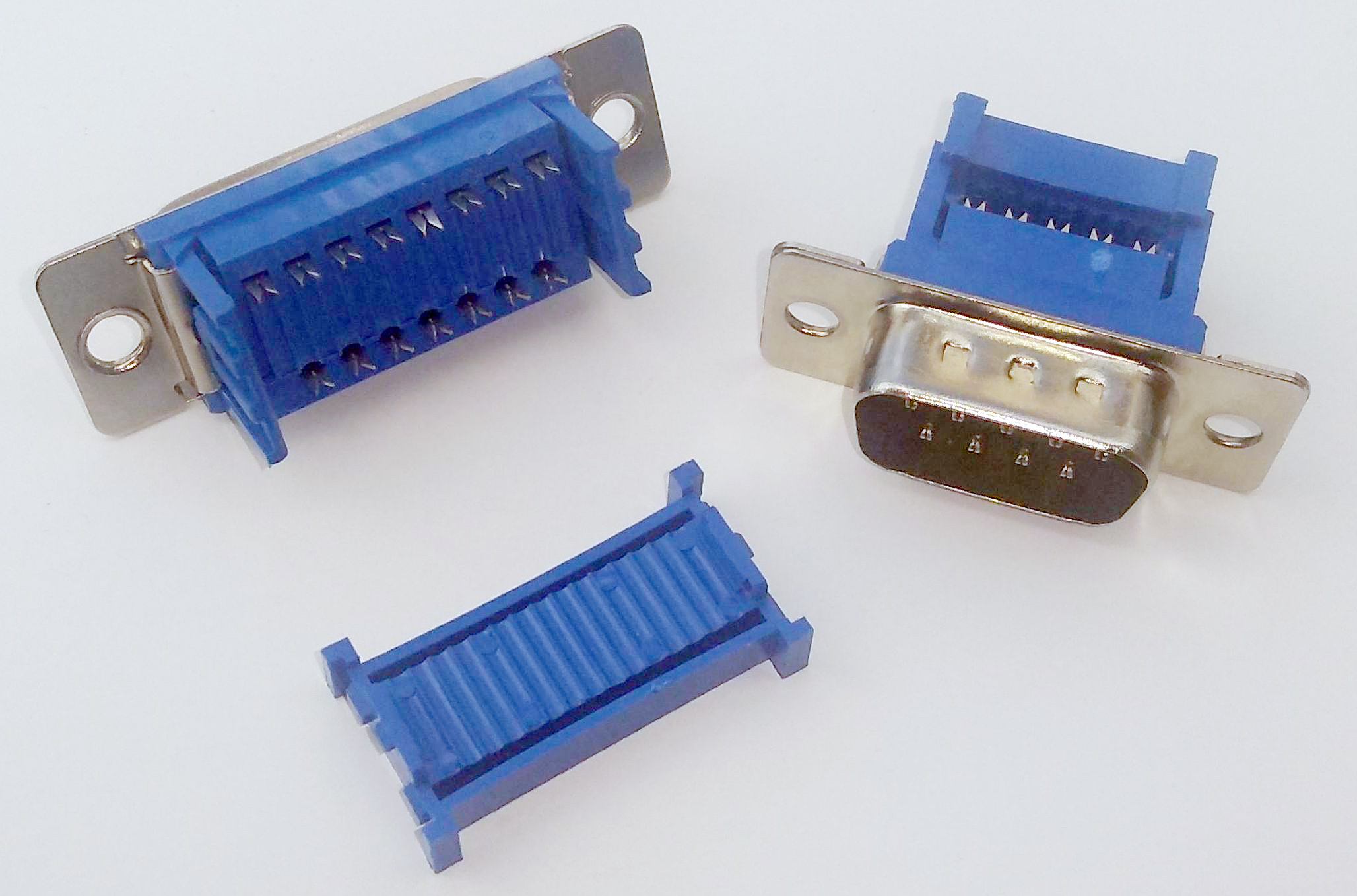
IDC D-sub 커넥터 DE-9 (수) 및 DA-15 (암)

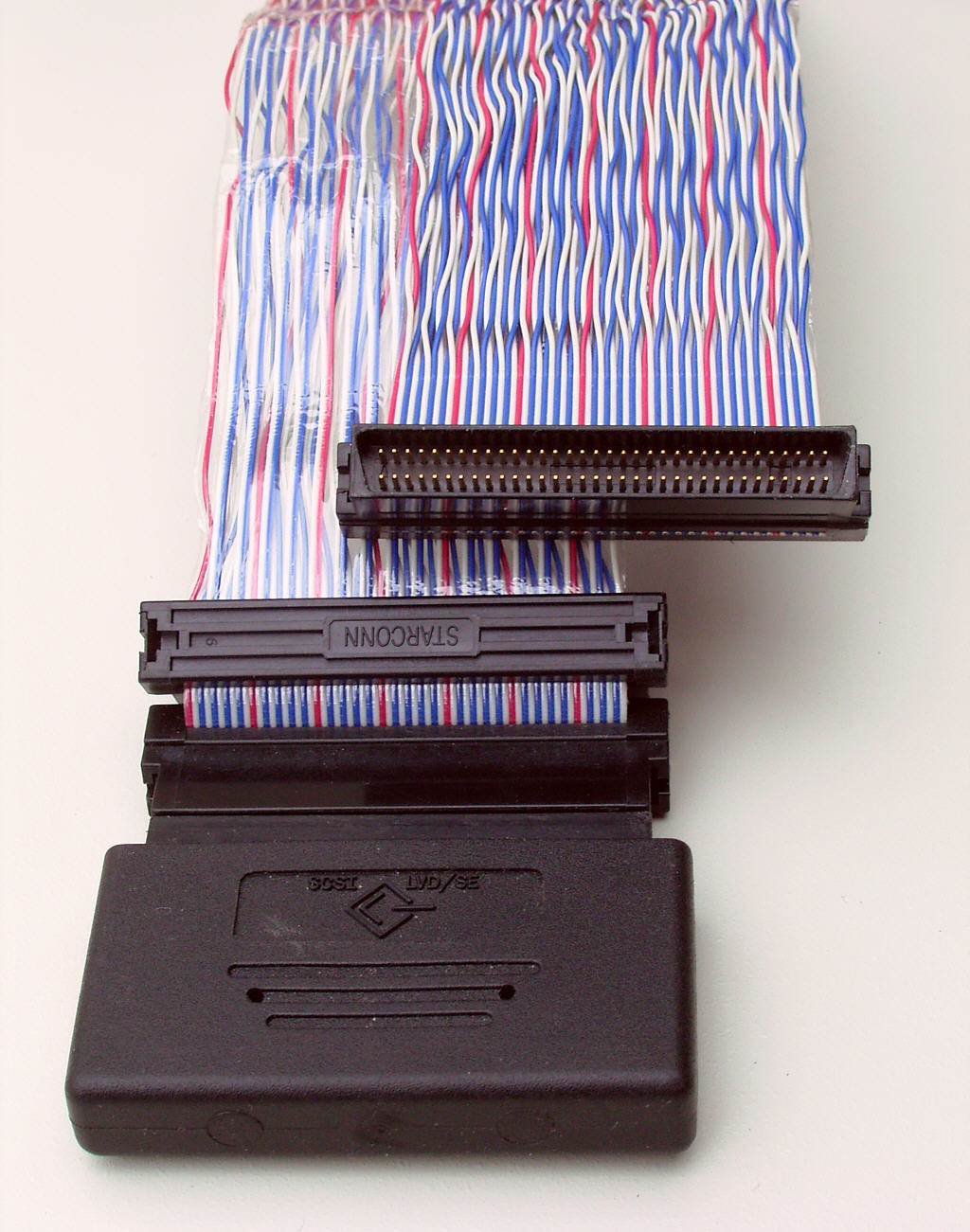
병렬 SCSI 연결에 사용되는 연선 리본 케이블

리본 케이블(영어: Ribbon cable)은 동일한 평면에 여러 도선이 서로 평행하게 배열된 케이블이다. 결과적으로 케이블은 넓고 평평하다. 그 이름은 리본 조각과 닮았기 때문에 붙여졌다.
리본 케이블은 일반적으로 컴퓨터의 하드 드라이브, CD 드라이브 및 플로피 드라이브와 같은 내부 주변 장치에 사용된다. 일부 구형 컴퓨터 시스템(예: BBC 마이크로 및 애플 II)에서는 외부 연결에도 사용되었다. 리본 형태는 케이스 내 공기 흐름을 방해하여 컴퓨터 냉각에 지장을 주고, 특히 많은 경우 케이블을 다루기 어렵게 만든다. 결과적으로 외부 연결에는 원형 케이블이 리본 케이블을 거의 완전히 대체했으며 내부에서도 점점 더 많이 사용되고 있다.

## 역사
리본 케이블의 원래 형태는 라디오와 텔레비전에 사용되었던 2도체 300옴 트윈 리드 케이블이었으며, 이 또한 "리본 케이블"이라고 불린다. 그러나 일반적으로 "리본 케이블"이라고 불리는 현대적인 형태는 보통 두 개 이상의 도체를 가지고 있다.
다선 리본 케이블은 1956년 채스워스, 캘리포니아에 본사를 둔 시코일 코퍼레이션(Cicoil Corporation)에 의해 발명되었다. 이 회사의 엔지니어들은 새로운 재료인 실리콘 고무를 사용하여 동일한 크기의 다중 도체를 포함하는 평평한 케이블을 '성형'하는 방법을 알아냈다. 케이블이 평평한 리본이나 덕트 테이프처럼 생겼기 때문에 리본 케이블이라는 이름이 붙었다. 리본 케이블 덕분에 IBM과 스페리/유니백(Sperry/Univac)과 같은 회사들은 부피가 크고 뻣뻣한 원형 케이블을 매끄럽고 유연한 리본 케이블로 교체할 수 있었다.
초기 리본 케이블은 메인프레임 컴퓨터 산업에서 카드 판독기, 카드 펀칭기, 테이프 기계에 사용되었다. 이후 리본 케이블은 3M을 포함한 여러 회사에서 제조되었다. 와이어의 설계와 간격, 절연체의 두께를 표준화하여 절연 변위형 커넥터(IDC)를 사용하여 쉽게 종단할 수 있도록 리본 케이블의 단순성과 비용을 줄이는 방법과 재료가 개발되었다. 케이블의 단순성, 낮은 프로필(현대적인 대안에 비해), 그리고 표준화로 인한 저렴한 비용은 리본 케이블이 컴퓨터, 프린터 및 많은 전자 장치에서 오랫동안 사용되었음을 의미했다.

## 색상 코드
역방향 연결 위험을 줄이기 위해 케이블 한쪽 가장자리는 일반적으로 빨간색 줄무늬로 표시된다. 관례적으로 줄무늬가 있는 가장자리는 커넥터의 1번 핀에 연결된다. 이 식별 방법은 모든 커넥터가 모든 와이어에 연결되는 두 개 이상의 IDC 커넥터로만 구성된 케이블에는 괜찮지만, 개별 와이어 또는 작은 와이어 그룹을 개별적으로 종단해야 할 때는 다소 덜 유용하다.
케이블의 개별 도체를 쉽게 식별하기 위해 리본 케이블 제조업체는 표준 저항기 색상 코드에서 빌려온 반복적인 색상 패턴을 사용하는 무지개 리본 케이블을 도입했다(갈색은 1번 핀 또는 11번 핀 또는 21번 핀 등, 빨간색은 2번 핀 또는 12번 핀 또는 22번 핀 등). 독특한 외관 때문에 사용자들 사이에서는 가끔 '히피 케이블'이라는 애칭으로 불리기도 한다.

## 크기
리본 케이블은 일반적으로 두 가지 숫자로 지정된다: 도체의 간격 또는 피치, 그리고 도체 또는 경로의 수. 0.05인치 (1.27mm)의 간격이 가장 일반적이며, 0.1인치 (2.54mm) 핀 간격의 2열 커넥터를 허용한다. 이러한 유형은 많은 종류의 장비, 특히 인클로저 내의 상호 연결에 사용된다. 개인용 컴퓨터의 경우, 이 크기는 플로피 디스크 드라이브 케이블과 구형 또는 맞춤형 병렬 ATA 케이블에 사용되었다.
표준 커넥터의 가용성에 따라 도체의 수는 일반적으로 몇 가지 값으로 제한된다.
여기에는 4, 6, 8, 9, 10, 14, 15, 16, 18, 20, 24, 25, 26, 34, 37, 40, 50, 60, 64 및 80이 포함된다. 때로는 더 넓은 너비가 사용되고 필요한 만큼 벗겨진다 (예: 26핀 IDC 케이블은 커넥터를 추가하기 전에 하나의 와이어를 쉽게 제거하여 25핀을 만들 수 있다). 와이어는 일반적으로 연선 구리선이며, 보통 0.32, 0.20 또는 0.13mm2 (22, 24 또는 26 AWG)이다.
더 세밀하고 거친 피치 케이블도 사용할 수 있다. 예를 들어, 컴퓨터 하드 디스크 인터페이스 ULTRA-ATA에 사용되는 고속 병렬 ATA 인터페이스 케이블은 0.025인치 (0.64mm) 피치이다. 0.3mm만큼 작은 더 세밀한 피치는 노트북과 같은 휴대용 전자 장비에서 발견되지만, 휴대용 전자 장비는 일반적으로 플렉시블 플랫 케이블(FFC)을 사용한다.

## 커넥터
리본 케이블의 주요 목적은 리본 케이블이 날카로운 포크형 접촉부의 행에 강제로 연결되는 특수 설계된 IDC 커넥터에 대량 종단을 허용하는 것이다. (IDC 커넥터라는 문구는 중복되지만 널리 사용된다. 이는 RAS 증후군의 예이다.) 대부분의 경우 케이블 양쪽 끝에 종단이 이루어지지만, 때로는 (예를 들어, 두 커넥터 사이에 배선을 변경해야 하는 리드를 만들 때) 한쪽 끝만 IDC로 종단하고 다른 쪽 끝은 일반적인 크림프 또는 솔더 버킷 연결로 종단하기도 한다. IDC 커넥터를 분해하여 재사용할 수 있는 경우도 있지만, 쉽게 할 수 있도록 설계되지는 않았다.
리본 케이블에 적합한 IDC 종단이 가능한 인기 있는 커넥터 유형은 다음과 같다.
- BT224 커넥터 – BS9525-F0023, DIN41651, MIL-C-83503 표준에 의해 정의되기도 한다; 이들은 ATA 케이블에 사용되는 유형이며 종종 단순히 IDC 커넥터라고 불린다. 이들은 특수 제작된 플러그 또는 0.1인치 (2.54mm) 간격의 2열 핀 헤더 그리드와 결합된다.
- D-sub 커넥터 – 직렬 포트 및 프린터 포트에 사용된다 (하지만 IDC D 커넥터는 크림프 및 솔더 버킷 유형보다 훨씬 덜 일반적이다).
- 마이크로 리본 커넥터 – 36핀 프린터 포트 (IEEE 1284 - 센트로닉스) 및 50핀 SCSI 포트에 사용된다.
- DIN 41612 커넥터 – 유로카드 버스에 사용된다.
- PCB 전환 헤더 – BT244 커넥터와 동일한 간격의 핀 2열을 가진다. PCB에 직접 납땜하도록 설계되었다.
- DIL 헤더 – 표준 DIL IC와 동일한 간격의 핀을 가진다. 일반적으로 IC를 외부 장치에 연결(예: 인 서킷 에뮬레이터)하는 것이 어떤 이유로든 필요한 경우에 사용된다. 또한 특히 스트립보드에서 PCB 전환 헤더처럼 사용할 수도 있다. (표준 간격 헤더를 스트립보드에 장착하는 것은 까다롭다. 구멍 위가 아닌 두 구멍 사이의 트랙을 잘라야 하기 때문이다.)

전자 공학 애호가들이 컴퓨터나 디지털 음악 건반을 개조하거나 해킹할 때, 가끔 리본 케이블을 납땜해야 한다. 리본 케이블 납땜은 전자 기술자로 훈련받지 않은 애호가에게는 어려움을 줄 수 있다. 어떤 경우에는 애호가들이 가는 면도칼로 와이어를 벗겨내고, 납땜하기 전에 와이어를 분리하기도 한다. 일부 애호가들은 가는 사포를 사용하여 와이어의 플라스틱 절연체를 마모시킨다. 샌딩은 또한 구리 트랙을 준비시킨다. 그리고 나서 주석 도금된 납땜 인두가 벗겨진 와이어에 닿으면, 납땜이 트랙으로 유도된다.

### 간섭
디지털 관점에서 리본 케이블은 두 장치를 연결하는 이상적인 방법이었다. 그러나 아날로그 관점에서 이 케이블은 문제가 있다. 1980년경, 미국 연방 통신 위원회(FCC)는 리본 케이블이 매우 효율적인 안테나이며, 전자기 스펙트럼의 넓은 대역에 걸쳐 본질적으로 무작위 신호 또는 전자파장애를 방송한다는 사실을 발견했다. 이러한 의도치 않은 신호는 가정용 TV 수신을 방해하여 화면에 잡음을 유발할 수 있었다. FCC는 개인용 컴퓨터 산업에 칙령과 명령을 내려 장치 연결에 리본 케이블 사용을 제한했다. 노출된 리본 케이블은 컴퓨터나 주변 장치의 케이스 내부에 사용할 수 있었지만, 두 상자를 연결하는 모든 리본 케이블은 접지되어야 했다. 이 규칙은 구리 브레이드 실드로 덮인 리본 케이블과 같은 해결책으로 이어졌는데, 이는 개별 커넥터를 보거나 분리하는 것을 불가능하게 만들었다. 애플 II에서는 이 케이블들이 컴퓨터 뒷면의 구멍을 통과하여 전원 공급 장치에 접지되었다. 결국, 리본 커넥터는 상호 연결 목적으로 맞춤 설계된 성형 커넥터가 있는 다양한 원형 케이블로 대체되었다.

### 특성 임피던스
26AWG 와이어, 0.050인치 간격 및 일반적인 PVC 절연체를 사용하는 리본 케이블의 경우 케이블 내의 인접한 두 와이어에 대한 결과 특성 임피던스는 110에서 130옴이다. 정확한 수치는 재료에 따라 몇 퍼센트 달라질 수 있다. 특성 임피던스에 대한 지식은 리본 케이블로 인해 발생할 수 있는 간섭을 이해하고 제어하는 한 단계이다.

## 같이 보기
- 플렉시블 플랫 케이블 (FFC)